# Ceylonthelphusa armata
Ceylonthelphusa armata là một loài giáp xác trong họ Parathelphusidae.